# Tove Søby
Tove Søby (Copenhaga, 23 de janeiro de 1933) é uma ex-canoísta de velocidade dinamarquesa na modalidade de canoagem.

## Carreira
Foi vencedora da medalha de bronze em K-1 500 m em Melbourne 1956.